# 메드헨

메드헨의 로고

메드헨(Mädchen)는 독일 소녀들을 위한 청소년 잡지이다.  판매 부수는 28,516부로 1998년 이후 90.9% 감소했다.